# 第八届音乐风云榜年度盛典
第八届音乐风云榜年度盛典于2008年4月8日晚在北京展览馆剧场举行，以“荣誉·梦想”为主题，由柳岩、谢楠主持。评审团主席为李宗盛。本届颁奖典礼取消了最受欢迎奖项和粤语单元奖项。

## 得奖名单
| 奖项               | 得奖                                             | 提名 | 颁奖嘉宾       |
| ------------------ | ------------------------------------------------ | --- | -------------- |
| 内地最佳男歌手     | 老狼                                             | - 胡彦斌 《男人歌》 - 黄征 《绝不放手》 - 汪峰 《勇敢的心》 - 老狼 《北京的冬天》 - 杨坤 《牧马人》                                                                                       | 那英、李宗盛   |
| 港台最佳男歌手     | 張震嶽                                           | - 陈奕迅 《认了吧》 - 王力宏 《改变自己》 - 周杰伦 《我很忙》 - 张学友 《在你身边》 - 張震嶽 《思念是一种病》                                                                             | 那英、李宗盛   |
| 内地最佳女歌手     | 赵薇                                             | - 曹方 《比天空还远》 - 姜昕 《我不是随便的花朵》 - 金莎 《换季》 - 张靓颖 《Update》 - 赵薇 《天使旅行箱》                                                                               | 张亚东、辛晓琪 |
| 港台最佳女歌手     | 梁静茹                                           | - 蔡健雅《Goodbye & Hello》 - 张悬 《亲爱的...我还不知道》 - 梁静茹 《崇拜》 - 孙燕姿 《逆光》 - 张韶涵《Ang 5.0》/《梦里花》                                                             | 张亚东、辛晓琪 |
| 最佳流行乐团及组合 | S.H.E                                            | - 花儿乐队 《花龄盛会》 - 南拳妈妈 《藏宝图》 - S.H.E 《Play》 - 水木年华 《双重幻想》 - Soler 《X2》                                                                                     | 赵薇           |
| 内地最佳专辑       | 汪峰 《勇敢的心》                                | - 汪峰 《勇敢的心》 - 老狼 《北京的冬天》 - 张靓颖 《Update》 - 萨顶顶 《万物生》 - 袁泉 《孤独的花朵》                                                                                   | 周迅、陈奕迅   |
| 港台最佳专辑       | 陈奕迅 《认了吧》                                | - 陈奕迅 《认了吧》 - 王力宏 《改变自己》 - 张震岳 《思念是一种病》 - 张悬 《亲爱的...我还不知道》 - 孙燕姿 《逆光》                                                                      | 周迅、陈奕迅   |
| 内地最佳歌曲       | 陈楚生 《有没有人告诉你》                        | - 陈楚生 《有没有人告诉你》 - 姜昕 《我不是随便的花朵》 - 老狼 《情人劫》 - 汪峰 《北京北京》 - 汪峰 《勇敢的心》                                                                         | 刘璇、邢傲伟   |
| 港台最佳歌曲       | 陈奕迅 《爱情转移》                              | - 陈奕迅 《爱情转移》 - 张悬 《模样》 - 张悬 《讨人厌的字》 - 张悬 《喜欢》 - 张震岳 《思念是一种病》                                                                                     | 刘璇、邢傲伟   |
| 内地最佳唱作人     | 曹方                                             | - 曹方 《比天空还远》 - 胡彦斌 《男人歌》 - 姜昕 《我不是随便的花朵》 - 彭坦 《少年故事》 - 汪峰 《勇敢的心》                                                                             | 丁薇、小柯     |
| 港台最佳唱作人     | 张震岳                                           | - 蔡健雅《Goodbye & Hello》 - 王力宏 《改变自己》 - 周杰伦 《我很忙》 - 张悬 《亲爱的...我还不知道》 - 张震岳 《思念是一种病》                                                            | 丁薇、小柯     |
| 内地最佳新人       | 袁泉                                             | - 黄晓明 《It's Ming》 - 萨顶顶 《万物生》 - 尚雯婕 《梦之浮桥》/《在梵高的星空下》 - 袁泉 《孤独的花朵》 - 王啸坤 《王啸坤》                                                             | 金莎、王宝强   |
| 港台最佳新人       | 阿沁                                             | - 阿沁 《梵谷的左耳》 - 安以轩 《I am 天秤座》 - Lollipop棒棒堂《哪里怕》 - 郭静 《我不想忘记你》 - 红布条 《红布条》                                                                     | 金莎、王宝强   |
| 内地最佳作曲       | 曹方《比天空还远》（曹方）                       | - 曹方《比天空还远》（曹方） - 秦天《该死的温柔》（马天宇） - 汪峰《勇敢的心》（汪峰） - 郁东《情人劫》（老狼） - 钟立风《弄错的车站》（老狼）                                            | 林夕、林心如   |
| 港台最佳作曲       | Christopher Chak《爱情转移》（陈奕迅）           | - Christopher Chak《爱情转移》（陈奕迅） - 蔡健雅《当你离开的时候》（蔡健雅） - 周杰伦《牛仔很忙》（周杰伦） - 张震岳《路口》（张震岳） - 张震岳、齐秦 《思念是一种病》（张震岳）         | 林夕、林心如   |
| 内地最佳作词       | 姚谦《孤独的花朵》（袁泉）                       | - 曹方《比天空还远》（曹方） - 曹方《最小的海》（曹方） - 大张伟 《穷开心》（花儿乐队） - 李燕飞 《鸟儿的幻想》（老狼） - 姚谦《孤独的花朵》（袁泉）                                      | 徐若瑄、李伟菘 |
| 港台最佳作词       | 林夕 《爱情转移》（陈奕迅）                      | - 陈没 《崇拜》（梁静茹） - 林夕 《爱情转移》（陈奕迅） - 张简君伟 《听袁惟仁弹吉他》（S.H.E） - 张悬 《讨人厌的字》（张悬） - 张震岳、齐秦 《思念是一种病》（张震岳）                    | 徐若瑄、李伟菘 |
| 内地最佳编曲       | 仲衡《孤独的花朵》（袁泉）                       | - 贾轶男、汪峰《勇敢的心》（汪峰） - 李燕飞 《情人劫》（老狼） - 萨顶顶、黄毅《万物生》（萨顶顶） - 仲衡《孤独的花朵》（袁泉） - 张亚东《牧马人》（杨坤）                                 | 瞿颖、沙宝亮   |
| 港台最佳编曲       | 张震岳、吴蒙惠、黄冠豪《思念是一种病》（张震岳） | - 陈珀、C.Y.Kong《爱情转移》（陈奕迅） - Jae Chong《无神论》（黄立行） - 张悬 《喜欢》（张悬） - 张震岳《路口》（张震岳） - 张震岳、吴蒙惠、黄冠豪《思念是一种病》（张震岳）              | 瞿颖、沙宝亮   |
| 内地最佳制作人     | 贾轶男、汪峰《勇敢的心》（汪峰）                 | - 贾轶男、汪峰《勇敢的心》（汪峰） - 老狼《北京的冬天》（老狼） - 萨顶顶、张宏光《万物生》 （萨顶顶） - 闻震、陈伟、李伟菘、仲衡《孤独的花朵》（袁泉） - 张亚东《星光电影院》（江一燕）   | 梁静茹、袁惟仁 |
| 港台最佳制作人     | 张震岳、贾敏恕 《思念是一种病》（张震岳）        | - 梁荣骏《爱情转移》（陈奕迅） - 王力宏 《改变自己》（王力宏） - 周杰伦 《我很忙》（周杰伦） - 张悬 《亲爱的...我还不知道》（张悬） - 张震岳、贾敏恕 《思念是一种病》（张震岳）           | 梁静茹、袁惟仁 |
| 最佳音乐录影带     | 赖伟康、邝盛、张时霖 《爱情任务》（蔡依林）      | - 黄中平《无神论》（黄立行） - 林锦和《思念是一种病》（张震岳） - 赖伟康、邝盛、张时霖 《爱情任务》（蔡依林） - 周杰伦《彩虹》（周杰伦） - 周杰伦《牛仔很忙》（周杰伦）                   | 邓超、李小璐   |
| 最佳影视歌曲       | 陈奕迅《爱情转移》（《爱情呼叫转移》）           | - 陈奕迅《爱情转移》（《爱情呼叫转移》） - 刘德华《投名状》（《投名状》） - 杨坤《兄弟》（《集结号》） - 周杰伦《不能说的秘密》（《不能说的·秘密》） - 周杰伦《彩虹》（《命运呼叫转移》） | 邓超、李小璐   |
| 最佳摇滚歌手       | 姜昕                                             | - 姜昕 《我不是随便的花朵》 - 彭坦 《少年故事》 - 汪峰 《勇敢的心》 - 郑钧 《长安长安》 - 张震岳 《思念是一种病》                                                                         | 高旗、峦树     |
| 最佳摇滚专辑       | 汪峰 《勇敢的心》                                | - 姜昕 《我不是随便的花朵》 - 清醒乐队 《明日的荣耀》 - 汪峰 《勇敢的心》 - 郑钧 《长安长安》 - 张震岳 《思念是一种病》                                                                   | 高旗、峦树     |
| 最佳摇滚新人       | 后海大鲨鱼乐队                                   | - 咖啡因乐队 - 刺猬乐队 - 蛋糕炸弹乐队 - 后海大鲨鱼乐队 - 糖果枪乐队 | 高旗、峦树     |
| 最佳摇滚乐队       | 后海大鲨鱼乐队                                   | - 便利商店乐队 《电视猴》 - 蛋糕炸弹乐队 《蛋糕炸弹》 - 后海大鲨鱼乐队 《后海大鲨鱼》 - 麦田守望者乐队 《所有你想要的》 - 清醒乐队 《明日的荣耀》                                         |                |
| 最佳摇滚歌曲       | 后海大鲨鱼乐队 《你好，过去的人》                | - 便利商店乐队 《silent day》 - 后海大鲨鱼乐队 《你好，过去的人》 - 后海大鲨鱼乐队 《月亮上的人》 - 汪峰 《勇敢的心》 - 张震岳 《思念是一种病》                                           |                |
| 年度飞跃大奖       | 飞轮海                                           | | SJ-M           |
| 年度风云大奖       | 陈奕迅                                           | | Mika           |
| 终身成就奖         | 叶佳修                                           | | 李宗盛         |

## 表演环节
- 梁静茹《崇拜》、蔡健雅《越来越不懂》、强辩乐团《不知道》
- 飞轮海《为你存在》《心中有数》
- 赵薇《天使旅行箱》
- 辛晓琪、杨宗纬《俩俩相望》、辛晓琪《味道》、辛晓琪、杨宗纬《当爱已成往事》
- 张震岳《OK》《思念是一种病》《爱我别走》
- 张力尹《星愿》
- SJ-M《U》
- 王栎鑫
- 2High、BY2《好好爱》
- BOBO《时刻准备着》
- 汪峰 《勇敢的心》
- 特别环节——陈奕迅的音乐十年：林苑、王啸坤、陈奕迅